# Charles Kaboré
Charles Kaboré (* 9. Februar 1988 in Bobo-Dioulasso) ist ein burkinischer ehemaliger Fußballspieler. Der Mittelfeldspieler war Kapitän und ist Rekordnationalspieler der burkinischen Nationalmannschaft.

## Verein
Seine Karriere begann der Mittelfeldspieler bei AS-SONABEL Ouagadougou in der Hauptstadt des Landes. Danach spielte er beim Rekordmeister Étoile Filante Ouagadougou und wechselte Anfang 2007 nach Frankreich zum damaligen Zweitligisten FC Libourne-Saint-Seurin. Im Dezember 2007 unterschrieb er einen Vertrag bei Olympique Marseille. Dort gewann er 2010 die französische Meisterschaft sowie vier weitere nationale Titel. 2013 ging er nach Russland zum FK Kuban Krasnodar. Von dort wurde er zuerst leihweise und später fest an den Stadtrivalen FK Krasnodar abgegeben. Von 2019 bis 2021 war Kaboré dann für den FK Dynamo Moskau aktiv. Seitdem ist der Mittelfeldspieler ohne neuen Verein.

## Nationalmannschaft
Für die burkinische A-Nationalmannschaft debütierte Kaboré 2006 und etablierte sich schon bald als wichtiger Leistungsträger im Aufgebot seines Landes. 2010 nahm er mit der Auswahl an der Afrikameisterschaft in Angola teil. Am 5. Juni 2021 kam er gegen die Elfenbeinküste zu seinem 100. Länderspiel, allerdings waren davon vier Partien inoffizielle Begegnungen ohne Anerkennung der FIFA.

## Erfolge
- Burkinischer Pokalsieger: 2004
- Französischer Meister: 2010
- Französischer Ligapokalsieger: 2010, 2011
- Französischer Superpokalsieger: 2010, 2011

## Sonstiges
Seit August 2010 besitzt Kaboré auch die französische Staatsbürgerschaft.